# Erica baurii
Erica baurii är en ljungväxtart som beskrevs av Harry Bolus. Erica baurii ingår i släktet klockljungssläktet, och familjen ljungväxter. Inga underarter finns listade i Catalogue of Life.